# Бушеті
Бушеті (груз. ბუშეტი) — село в Грузії.
За даними перепису населення 2014 року в селі проживає 1090 осіб.